# Freie Scholle (Trebbin)

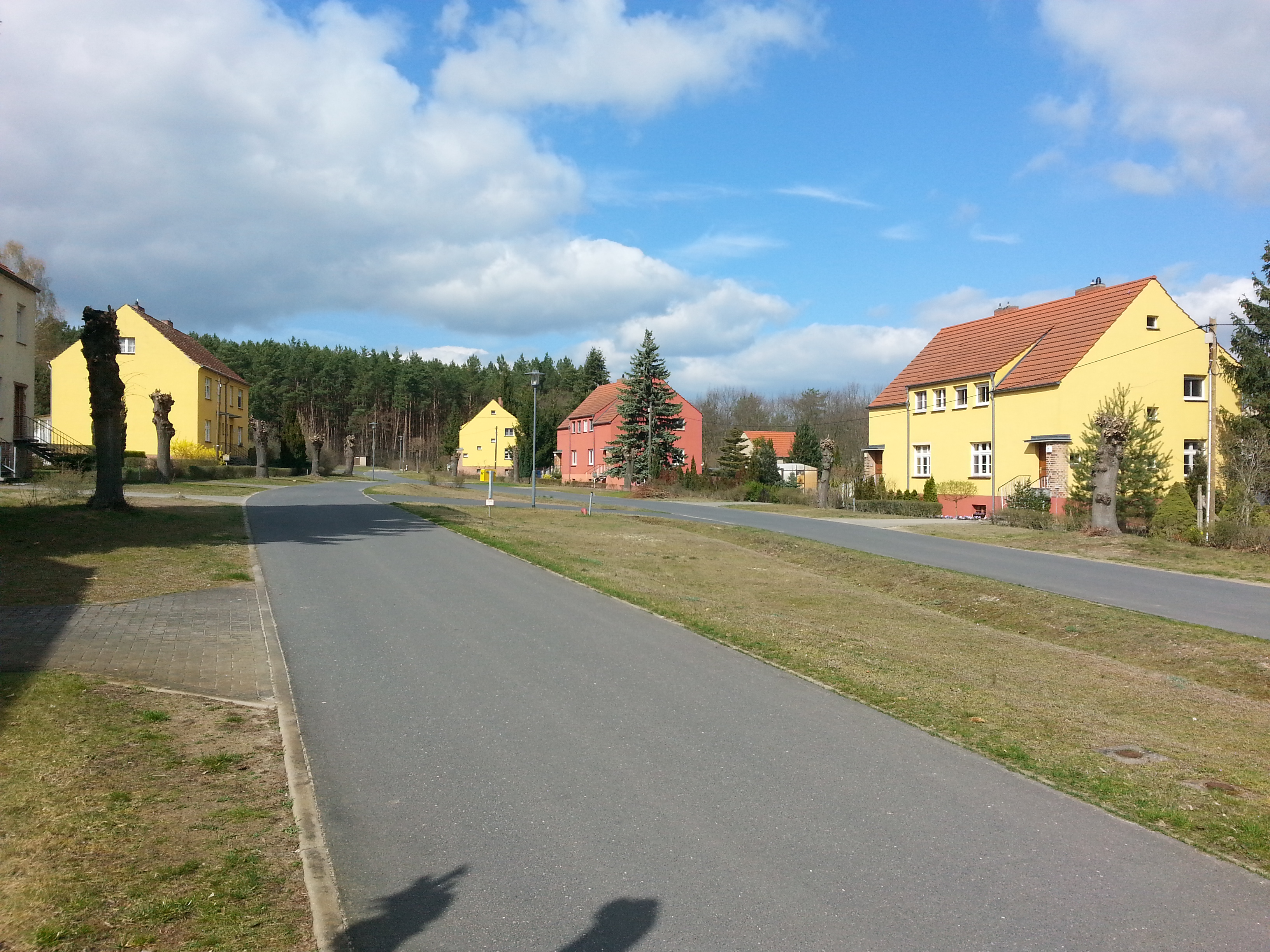
Siedlung „Freie Scholle“, 2019

Die Freie Scholle ist eine denkmalgeschützte Siedlung in Trebbin, einer amtsfreien Stadt im Landkreis Teltow-Fläming in Brandenburg.

## Geschichte

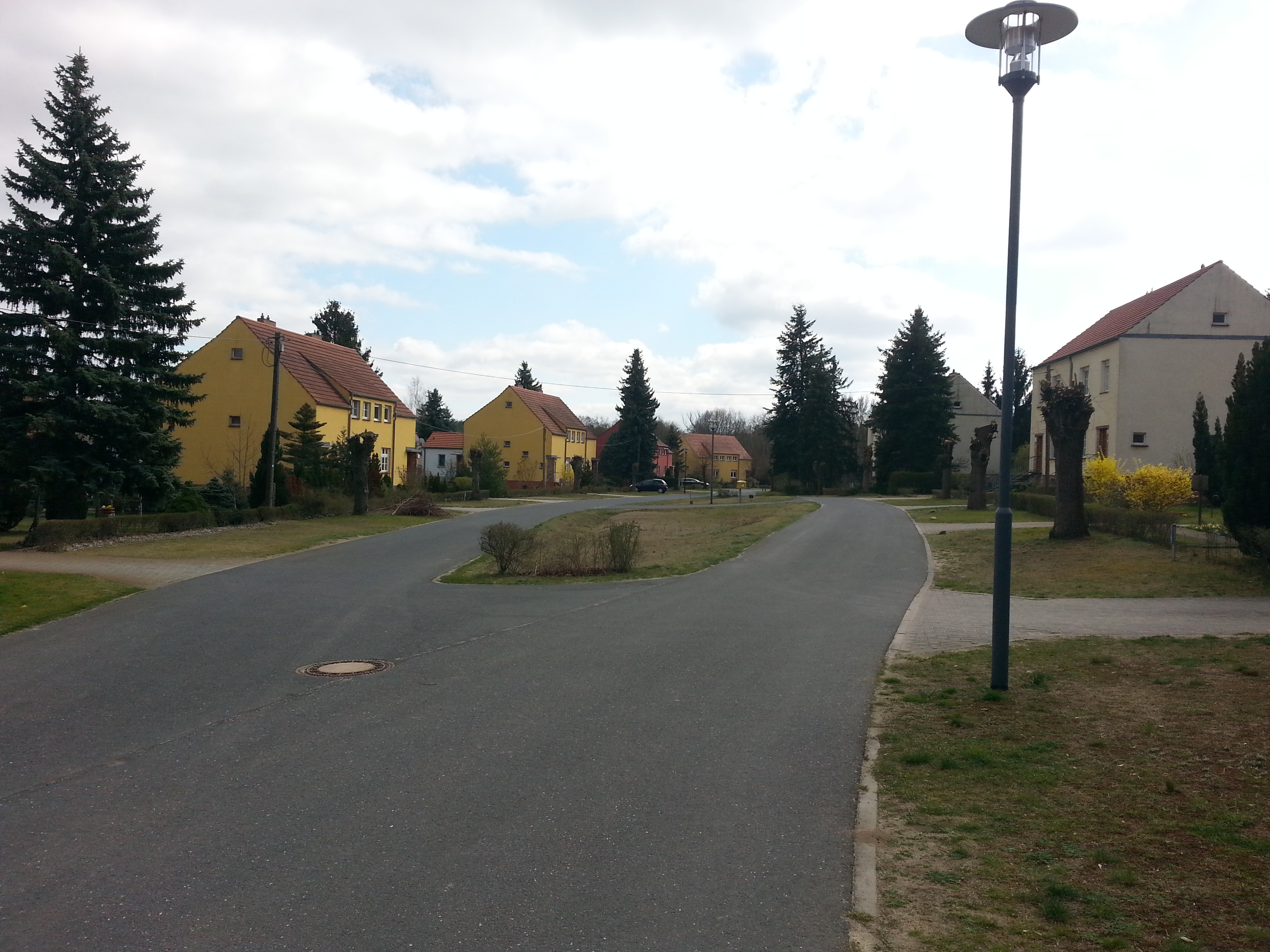
Siedlung „Freie Scholle“, 2019

Aufgrund der Wohnungsnot in Trebbin zu Beginn der 1920er Jahre gründete sich am 6. Juni 1924 die Gemeinnützige Siedlungsgesellschaft „Freie Scholle“ Trebbin. Vom Magistrat der Stadt erhielt die Gesellschaft günstiges Bauland an der Chaussee nach Christinendorf, gelegen am ehemaligen Galgenberg. Der Entwurf des Siedlungsgrundrisses und die ersten vier Doppelhäuser entwarf der Architekt Bruno Taut. Die weiteren Siedlungshäuser planten die Architekten Willi Ludewig und W. Bellerich. Im Juli 1925 waren die Doppelhäuser 1/2 und 3/4 fertiggestellt, denen bis 1928 die Häuser 5/6, 7/8, 9/10 und 11/12 folgten. Noch 1936 wurde mit der Nummer Nr. 17/18 ein weiteres Doppelhaus gebaut. Seit 1993 ist die Siedlung ein Einzeldenkmal. Seit 2001 wurde sie denkmalgerecht saniert.

## Beschreibung
Die Siedlung „Freie Scholle“ besteht aus neun Siedlungshäusern, die sich um einen Anger herumgruppieren. In den Doppelhäusern befanden sich ursprünglich vier Wohnungen mit jeweils zwei Zimmern und einer Küche. Die sanitären Anlagen befanden sich in einem separaten Stallgebäude hinter dem Haus. Dort befand sich auch ein großer Garten.